# Csip-csup csodák
A Csip-csup csodák (スプーンおばさん; Szupún obaszan; Hepburn: Supūn obasan; Spoon Obasan (vagy angolul Mrs. Pepper Pot (Borsszóróné) japán animesorozat, amelyet az NHK, a japán nemzeti főadó 1983. április 4. és 1984. március 9. között vetített; Magyarországon többnyire 1988 szeptember 3. és 1990 december 10. között vetítették, főleg a TV2-n. Az 50 epizódból (amely 130 történetre osztható fel) álló sorozat Alf Prøysen norvég író Teskjekjerringa („A teáskanál-hölgy”) című regényéből készült. Később az Animax műholdas japán televízióadó is vetítette. Több országban vetítették, a magyar televízióújságok pedig éveken át holland gyártású sorozatként jegyezték a mesét, amelyet a Magyar Televízió vetített. A sorozatot a Studio Pierrot készítette, Hajakava Tacuo rendezte, a zenéjét Akano Tacsio szerezte.

## Cselekmény
A japán Szupún obaszan szó szerinti jelentése: „Kanál néni”, ami a magyar változatban a Kalán néni nevet kapta, aki férjével, Paprika bácsival él egy kis faluban. Nyakában varázserejű kanalat hord, aminek segítségével bármikor a kanál méretére zsugorodhat, miközben a kanál megőrzi eredeti méretét, amelyet aztán az összement Kalán néninek a hátán kell magával hordania. Kalán néni egy idő után mindig visszaváltozik emberi méretére, a varázslat ideje alatt birtokolt különös adottságai azonban lehetővé teszik számára, hogy – a szintén mesehős Nils Holgerssonhoz hasonlóan – állatokkal elegyedjen beszédbe vagy csodálatos erdei kalandokat éljen át, ilyen módon pedig új és érdekes barátokat szerezzen. A sorozat szereplője Lili, egy rejtélyes kislány is, aki egyedül él az erdőben, és Kalán néni barátja, aki ugyancsak jó viszonyt ápol egy egércsaláddal (családfője Björn Halken) is. Az emberek előtt nem fedheti fel titkát és nem mutatkozhat összement alakjában, ami néha igen sok kockázattal jár. Férje, Paprika bácsi ugyanakkor a sorozat folyamán felfedezi felesége titkát.

## Szereplők
| Szereplő                                                   | Japán hang                    | Magyar hang                              | Leírás                                    |
| ---------------------------------------------------------- | ----------------------------- | ---------------------------------------- | ----------------------------------------- |
| Kalán néni (Spoon obaszan)                                 | Szeno Reiko                   | Tolnay Klári                             | az aranykanalas néni                      |
| Paprika bácsi                                              | Inoue Kazuhiko                | Képessy József                           | Kalán néni férje, aki festő és mázoló     |
| Lili (Lily)                                                | Simamoto Szumi                | Somlai Edina                             | az erdei kislány                          |
| Lú (Lou)                                                   | Jokozava Keiko                | eredeti hangon                           | a hűséges menyét Lili nyakában            |
| Björn Halken                                               | Genda Tessó                   | Makay Sándor                             | egér papa Kalán néni padlója alatt        |
| Halkenné                                                   | N/A                           | Győri Ilona                              | egér mama, Björn felesége                 |
| Piff, Puff, Nyik, Nyek, Nyak (Dan, Dzsin, Dzsun, Den, Don) | Simamoto Szumi Jokozava Keiko | ?                                        | Björn és Egér mama gyermekei              |
| Tyúkanyó (Dongar)                                          | Jamada Reiko                  | Győri Ilona (1-2. részben) Schubert Éva  | Kalán néni jószága, aki sohasem elégedett |
| Csip, Csup                                                 | N/A                           | ?                                        | Tyúkanyó csibéi                           |
| Zim (Apuapu)                                               | Csiba Sigeru                  | Papp Ágnes                               | a dongó, ő hordja Kalán néninek a híreket |
| Gombóc (Booby)                                             | Góri Daiszuke                 | Kerekes József                           | a lusta kutya                             |
| Kleó (Golonya)                                             | Csiba Sigeru                  | Földessy Margit                          | Kalán néni cicája                         |
| Petrezselyem (Baseri)                                      | N/A                           | Kiss Erika                               | a falusi lány                             |
| Csöpp (Chip)                                               | TARAKO                        | Detre Annamária                          | Petrezselyem kisöccse                     |
| Sapó, Andi, Turcsi (Bucket, Kyapa, Little Bon)             | Inoue Jó Jokozava Keiko       | Schnell Ádám Kautzky Armand Stohl András | rosszcsontok                              |
| Orina                                                      | Hira Eiko                     | Beregi Péter (1. részben) Hacser Józsa   | a varjú lány az erdőben                   |
| Sára                                                       | N/A                           | Dallos Szilvia                           | Kalánék szomszédnője                      |
| Dini                                                       | N/A                           | Ujlaki Dénes                             | a favágó, Sára férje                      |
| Minta úr                                                   | N/A                           | Helyey László Surányi Imre               | a fűszeres, Andi apja                     |
| Doktor Próza                                               | N/A                           | Gruber Hugó                              | az orvos, Paprika bácsi szomszédja        |
| Aleksza asszony                                            | N/A                           | Szécsi Vilma                             |                                           |
| Amália                                                     | N/A                           | Kassai Ilona                             |                                           |
| Henrietta                                                  | N/A                           | Soós Edit                                |                                           |
| Netta                                                      | N/A                           | Magda Gabi                               |                                           |
| Rátartiné                                                  | N/A                           | Czigány Judit                            |                                           |
| Ordas                                                      | N/A                           | Koroknay Géza                            | a gonosz farkas az erdőben                |
| Ravaszdi                                                   | N/A                           | Felföldi László                          | a ravasz róka az erdőben                  |
| Brekkancs                                                  | N/A                           | Varga T. József                          | az arany csíkos béka                      |
| Öreg varjú                                                 | N/A                           | Konrád Antal                             | a varjak vezetője                         |

További magyar hangok: Andai Kati, Balázsi Gyula, Beregi Péter, Bor Zoltán, Botár Endre, Csarnóy Zsuzsanna, Csellár Réka, Dimulász Miklós, Dobránszky Zoltán, Felföldi László, Gyabronka József, Horkai János, Jakab Csaba, Jani Ildikó, Józsa Imre, Kautzky Armand, Kiss Erika, Kiss László, Kránitz Lajos, Láng József, Lux Ádám, Málnai Zsuzsa, Náray Teri, Orosz István, Pálos Zsuzsa, Pásztor Erzsi, Pusztaszeri Kornél, Rácz Géza, Réti Andrea, Rosta Sándor, Schnell Ádám, Soós László, Spolarics Andrea, Surányi Imre, Szabados Irma, Szerednyey Béla, Várkonyi András

## Epizódok
1. Te jó ég, összementem!
2. Az elveszett kalap
3. Kalán néni szamócát szed
4. Festést, mázolást vállalok
5. Kalán néni gombát szed
6. A titkos kert
7. A játékbaba
8. Kalán néni találkozik a viking családdal
9. Kalán néni és a feledékeny Sapó
10. Egy kisbabás délután
11. Lili születésnapja
12. A róka, a farkas és a rénszarvas
13. A jóslat
14. Kalán néni, az orgonaművész
15. Kalán néni tolvajt fog
16. Egy hasznos családi ereklye
17. Szörnyek az erdőben
18. Egy idegen tojás a fészekben
19. Ne érj a fához!
20. Szépségverseny
21. Házassági évforduló
22. A tűzoltó hódok
23. Nem akarok táncolni!
24. A bíróságon
25. Szívtelen a férjem
26. Puta, a vadmacska
27. Tea bújócskával
28. Tengeri tanulmányok
29. Milyen lesz az idő?
30. Karpó, a szörnyhal
31. Kalán néni, a postás
32. Andi találmánya
33. Injekciós gondok
34. Kalán néni és a baglyok
35. A varázslatos tobozok
36. Erdei bújócska
37. Ugrás a hamburgerért
38. Alf, a tengerész
39. Ébresztő
40. A léghajó
41. Lili vásárolni megy
42. Kalán néni hajvágása
43. A galambot szállító Gombóc
44. Cirkusz a padláson
45. Kalán néni úszóleckét vesz
46. Kaland a városban
47. Popeye, az egértengerész
48. Janó szerelmes levele
49. Kalán néni, a csali
50. A kis kincskeresők
51. Zakariás doktor új szemüvege
52. Szállj, kis repülő, Orilynhez!
53. A tengerek éneke
54. Autós csávában
55. Tivadar, a vándorló költő
56. Bárányok közt
57. Kleó szerelmi története
58. Egy doboz sárgarépa
59. Az erdő hercege
60. Csöpike sikere
61. Lili gombalevese
62. Kalán néni úszóleckét ad
63. Edző békalányok
64. Egy igazi kis kincs
65. Gyermekrablás
66. A furcsa levél
67. Egy űrhajónak vélt kis gömb
68. A botcsinálta pilóta
69. Kalán néni repülőleckét ad
70. Léggömbvadászat
71. A szórakozott Paprika
72. Mira, a szelíd oroszlán
73. Szerelmi vallomás némi segítséggel
74. Kalán néni síleckét ad
75. Puff elhagyja a családját
76. Paprika nem hisz a szemének
77. A trükkös tükör
78. A titok felfedezése
79. Különös házassági évforduló
80. Az eltűnt jegyek után
81. Rocky nagy kalandja
82. Hogyan riasszuk el a látogatókat
83. Ez az én helyem!
84. Üdvözöljük a Boldog Kastélyban!
85. Az izgalmas vásárlás
86. A kísértetkastély
87. Lili, a megmentő
88. Egy varázsszemüvegen át
89. Rendhagyó bábelőadás
90. Az utazás örömei
91. Birodalmi harc az ágytakarón
92. Mindenszentek előestéje
93. Megfogtam egy boszorkányt!
94. Ajándékkalamajka
95. Hullócsillag-vadászat
96. Pletykás népség
97. A vikingmúzeumban
98. Kalán néni korcsolyaleckét vesz
99. Sapó iszonytató fogfájása
100. Csip és Csup erdei kalandja
101. Valami értékes
102. Kalandos kiruccanás
103. A szivárványhíd
104. A tragacsok versenye
105. Születésnapi bonyodalmak
106. Az értékes lelet
107. A bűvös kanál
108. Mégis jobb együtt
109. Paprika és a házimunka
110. Az elveszett csupor
111. Életveszélyes csónakázás
112. Egy bál, egy herceg és egy tánc
113. Tyúkanyó elmegy
114. Rémes rókaprémes eset
115. Lili segítséget kér
116. Sakkban tartott Kalán néni
117. A forgó
118. Az elhalasztott utazás
119. Köszönöm, Turcsi!
120. Bátorság, kismókus!
121. Hová lett ez a Kalán néni?
122. A pletyka
123. A mérleghinta
124. Ó, a cirkusz!
125. Csalafinta horgászok
126. Szegény Ordas koma!
127. Esernyős kalandok
128. Egy füttyszó segít
129. Vihar utáni mentőakció
130. Te jó ég, egy medve!

## Megjelenések
A Csip-csup csodákat Japánban az NHK vetítette 1983. április 4. és 1984. március 30. között. Később az Animax is műsorára tűzte. DVD-n 2005-ben adták ki. Magyarországon többnyire 1988 és 1990 között sugározta a Magyar Televízió, több ismétléssel. Az első két epizód bemutatója 1988. szeptember 3-án volt. A sorozatból négy DVD is megjelent 2010 körül a Cinemix és a Select Video kiadásában, mindegyiken 6-6 epizóddal. A magyar változat az eredeti főcímzenétől jellegében és hosszában is eltérő főcímet és zárófőcímet tartalmaz Eszményi Viktória és Heilig Gábor előadásában
Magyarországon a meséből képregény is készült a Műszaki Könyvkiadó Metrum Szerkesztősége és a Magyar Televízió közös kiadványsorozataként, amelyből 1987 december és 1989 december között összesen nyolc szám jelent meg. A televíziós változatból kis füzeteket is kiadtak a „TV-mesék” című sorozatban. Csokoládéval és más reklámtermékekkel is népszerűsítették Kalán néni kalandjait.

## Hanglemez
Réz András és Gát György egy mesés-zenés albumot is készített Csip-csup csodák – Kalán néni karácsonya címmel, amit hanglemezen és magnókazettákon jelentettek meg jórészt a sorozat szinkronszínészeinek mesélésével és énekével.
| Szereposztás: - Kalán néni: Tolnay Klári - Paprika bácsi: Képessy József - Gombóc: Kerekes József - Kleó: Egri Kati - Bemondó: Szalóczy Pál - Lili: Somlai Edina - Orina: Hacser Józsa - Süni: Bajor Imre - Erdész: Hollósi Frigyes - I. rosszcsont: Papp Dániel - II. rosszcsont: Várhelyi Zoltán - III. rosszcsont: Murányi Márton - Rettenetes Szaniszló: Bezerédi Zoltán - Könyörtelen Tivadar: Bán János - I. rendőr: Rudolf Péter - II. rendőr: Katona János | Alkotók: - Írta: Réz András, Gát György - Társrendező: Juhász Anna - Rendezte: Szurdi Miklós - Dramaturg: Sinkó Péter - Dalszöveg: Béres Attila - Ének: Eszményi Viktória, Heilig Gábor - Zeneszerző: Novák János - Zenészek: Baranski László, Csurgai Attila, Hortobágyi László, Kecskeméti Gábor, Tóth Tamás - Technikai munkatársak: Fülep Ferenc, Szmicsek János - Grafika: Lehotay Zoltán - Hangmérnök: Mohácsi Miklós - Gyártásvezető: Nyilas János - Producer: Gát György |